# Дауд (маї Канему)
Дауд I (*д/н — 1377) — 27-й маї (володар) імперії Канем в 1366—1377 роках.

## Життєпис
Походив з династії Сейфуа. Син маї Ібраїма I. 1366 року після смерті старшого зведеного брата Ідріса I успадкував трон.
У внутрішній політиці намагався продовжити політику попередника, спрямовану на мирне співіснування різних народів, культур та релігій. Втім мусив боротися проти своїх небожів на чолі з Османом ібн Ідрісом, що повстали, намагаючись захопити трон. Дауду I вдалося їх приборкати, але це суттєво послабило державу.
Згодом поновив наступ на сході, намагаючись приборкати державу Даджу. 1376 року почалася війна з народом білла, що створив державу Яо. 1377 року в одній з битв із ними маї загинув. Трон спадкував його син Осман I.